# Ениджевардарско езеро
Ениджева̀рдарското езеро, също Па̀зарският гьол или Пазарското блато (на гръцки: Βάλτος Γιαννιτσών, Λίμνη Γιαννιτσών; на турски: Yenice Gölü), е бивше езеро, разположено в Югоизточна Македония, Гърция.

## Особености
Намирало се е в равнинната местност на 8 km южно от град Енидже Вардар (Пазар), чието име носи. Било е разположено на едва 5 m надморска височина, имало е максимална дълбочина 3 m и е обхващало между 160 – 180 km2. Езерото е имало неправилна триъгълна форма, като най-изразително е било разлято на югозапад с дължина 30 мили. Образува се от водите на реките Мъгленица и Караазмак, по-малките Бързей, Порой, Църна/Чърна, Топлица, Белица, Жегриво, Концут, Кайнак, Градешка (Въдрешка), както и от пролетните реки на Паяк планина. В езерото гнездили и се размножавали множество птици като патици, корниди, нурци, жерави и други, както и рибите шаран, змиорка, щурка и други.
Сред особеностите му са били голямата заблатена област и множеството малки острови, а също трудно проходимата тръстикова растителност и сеещите малария комари. Силно развит е бил риболовът в езерото. То е изцяло пресушено между 1928 – 1932 година от гръцките власти чрез компанията Ню Йорк Фаундейшън Къмпани, като плодородната му земя се използва за селскостопанска дейност.

## История
В периода 1903 – 1908 година езерото се използва за бази от враждуващите чети на ВМОРО и Гръцката въоръжена пропаганда в Македония. С помощта на местните селяни ВМОРО устройва своите бази в езерото още преди Илинденско-Преображенското въстание. Те остават главна база на войводата Апостол Петков, наричан от местното българско население Ениджевардарското слънце. През 1907 година съвместният натиск на гръцката пропаганда и турската армия принуждава българите да напуснат района на езерото. Базите на ВМОРО са: Алонаки, Ития, Сливица, Алгана, Порт Артур, Жервохор, Корчука и Голо село, което се пада главен щаб на Апостол Петков.
От 1904 година по протежение на южната граница на езерото започват да отсядат чети на гръцката пропаганда, начело с Гоно Йотов. През 1906 година от Гърция пристигат и четите на Панайотис Пападзанетеас, Михаил Анагностакос (капитан Матапас), Телос Агапинос (капитан Аграс), Йоанис Деместихас (капитан Никифорос) и Константинос Сарос (капитан Калас), а през 1907 година и тази на Хараламбос Папагакис (капитан Аграфиотис).
Гръцката писателка Пинелопи Делта в романа си „В тайните на блатото“ (1937) описва сраженията между четите в блатото, а част от действието на българския игрален филм „Мера според мера“ също се развива в него.
През октомври 1912 година край езерото се провежда битката за Енидже Вардар, като част от Балканската война.